# Banjarparakan
Banjarparakan is een bestuurslaag in het regentschap Banyumas van de provincie Midden-Java, Indonesië. Banjarparakan telt 5105 inwoners (volkstelling 2010).